# Christian Friis Bach
 Der er for få eller ingen kildehenvisninger i denne artikel, hvilket er et problem. Du kan hjælpe ved at angive troværdige kilder til de påstande, som fremføres i artiklen.

Christian Friis Bach (født 29. april 1966) er en dansk politiker, som har været medlem af Folketinget siden 2022. Han blev valgt for Radikale Venstre i 2022 og skiftede parti til Venstre i august 2024. Han var også medlem af Folketinget fra 2011 til 2014 og minister for udviklingsbistand i Regeringen Helle Thorning-Schmidt I fra 2011 til 2013. Christian Friis Bach var generalsekretær for Dansk Flygtningehjælp 2017-2019 og var før da undergeneralsekretær i FN.

## Uddannelse og karriere
Christian Friis Bach var generalsekretær for Dansk Flygtningehjælp fra 1. november 2017 til 24. april 2019. Før det var han undergeneralsekretær i FN samt formand for FN's økonomiske kommission for Europa (United Nations Economic Commission for Europe) fra 2014 til 2017.
Bach var adjungeret professor i international økonomi og udvikling ved Københavns Universitet/LIFE i 2009-2014 og var indtil sin udnævnelse til minister særlig rådgiver for EU-kommissær Connie Hedegaard. Desuden er han iværksætter og har etableret virksomhederne ViewWorld og Worldbarrow.  Han er tidligere international chef i Folkekirkens Nødhjælp (2005-2010), har været ansat som journalist ved DR/Orientering og konsulent for Verdensbanken, Udenrigsministeriet, EU, UNDP m.fl. Han var adjunkt ved Økonomisk Institut, Københavns Universitet i 1996-1999, og derefter lektor ved Jordbrugsøkonomisk Institut 1999-2005. 
I sin fritid har Christian Friis Bach været aktiv i en række frivillige organisationer Amnesty International, U-landsimporten, WWF Verdensnaturfonden og FN-forbundet. I 1993-94 var han initiativtager til dannelsen af Max Havelaar Fonden i Danmark og fik i den forbindelse Fords Initiativpris. 1997-2001 var han formand for Mellemfolkeligt Samvirke.[kilde mangler]
Han har rejst i en lang række lande i Afrika, Latinamerika og Asien og har holdt foredrag og skrevet bøger og artikler om internationale emner - primært om udvikling og menneskerettigheder. Derudover har han siddet i en række danske og internationale bestyrelser.[kilde mangler]
Christian Friis Bach er uddannet agronom (cand.agro) fra Den Kgl. Veterinær- og Landbohøjskole med hovedvægt indenfor kemiske fag i 1992. I 1996 tog han en ph.d. i international økonomi fra samme institution. Derudover tog han i 1991 tillægsuddannelsen i journalistik ved Danmarks Journalisthøjskole.

## Politisk karriere
Bach var folketingskandidat for Det Radikale Venstre med opstilling i Christianshavnkredsen (2004-2006), Egedalkredsen (2006-2011) og Hillerødkredsen (2011-2014). Han var medlem af kommunalbestyrelsen i Egedal Kommune 2009-11, hvor han repræsenterede Radikale Venstre og var næstformand for Skoleudvalget samt medlem af økonomiudvalget. Han blev valgt til Folketinget ved valget i 2011 fra Nordsjællands Storkreds. Han var minister for udviklingsbistand fra 2011, indtil han på et pressemøde den 21. november 2013 meddelte, at han trådte tilbage som minister i forbindelse med GGGI-sagen. Som folketingsmedlem blev Bach derefter valgt ind i gruppeledelsen som Radikale Venstres gruppenæstformand og tildelt posterne som udenrigsordfører, ordfører for Grønland og Færøerne, fødevareordfører, landbrugsordfører og ordfører for landdistrikter og øer. Han forlod Folketinget den 31. juli 2014.
I 2021 annoncerede Bach, at han ville forsøge igen at blive folketingsmedlem.
Han startede valgkamp den 31. juli 2022,
og ved Folketingsvalget 2022 blev han valgt ind for partiet i Nordjyllands Storkreds med 1.489 personlige stemmer.
Den 5. august 2024 offentliggjorde Christian Friis Bach, at han skiftede parti til Venstre.

## Privatliv
Christian Friis Bach er gift med Karin Friis Bach, med hvem han har tre børn. Parret har et mindre landbrug ved Ganløse med blandt andet køer.